# 油酸钴
油酸钴是钴的羧酸盐，化学式为Co(C18H33O2)2，是金属皂的一种。它可由钴在含四乙基高氯酸铵的丙酮溶液中电解得到，或由氯化钴和油酸钠在水-乙醇-己烷中于70 °C反应得到，生成的油酸钴会溶解在己烷中。它的热力学溶度积（−log Ksp，25 °C）为16.26±0.12。它可用于制备含钴纳米材料。